# Apophylia thalassina
Apophylia thalassina is een keversoort uit de familie bladkevers (Chrysomelidae). De wetenschappelijke naam van de soort werd in 1835 gepubliceerd door Franz Faldermann.